# Palazzo dell'Assemblea nazionale (Serbia)

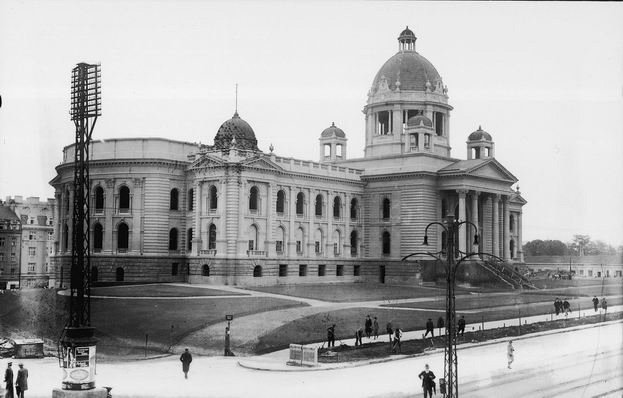
L'edificio appena ultimato

Il Palazzo dell'Assemblea nazionale fu eretto per ospitare il parlamento serbo nel luogo in cui, il 30 novembre 1830, si tenne l'assemblea del popolo in occasione della quale venne letto l'editto del sultano, che concedeva diritti ai serbi e al loro principe. Originariamente, la realizzazione fu affidata all'architetto Konstantin A. Jovanović che immaginò un edificio in stile accademico, ma, per mancanza di fondi, si tardò a realizzarlo. Con la Costituzione del 1901 il parlamento assunse la forma bicamerale, per questo fu indetto un nuovo concorso, vinto da Jovan Ilkić; nel 1903 si tornò al monocameralismo, ma il progetto di Ilkić rimase in vigore. Il 27 agosto 1907, alla presenza di una grande folla, re Pietro I ne posò la prima pietra.
La scarsità di mezzi finanziari fece procedere a rilento la realizzazione; in più lavori si arrestarono in occasione delle guerre balcaniche tra il 1912 e il 1913 e durante la prima guerra mondiale. Nel 1920 il cantiere passò in mano a Pavle Ilkić, figlio di Jovan che era morto in guerra, e il progetto subì alcune modifiche a causa dell'accresciuta estensione del regno e della maggiore necessità di spazio. Nel 1926 l'opera fu di nuovo interrotta per riprendere solo nel 1934, dopo la morte di Alessandro I. La prima seduta dell'Assemblea nazionale nell'edificio completato si tenne il 18 ottobre 1936.

## Architettura

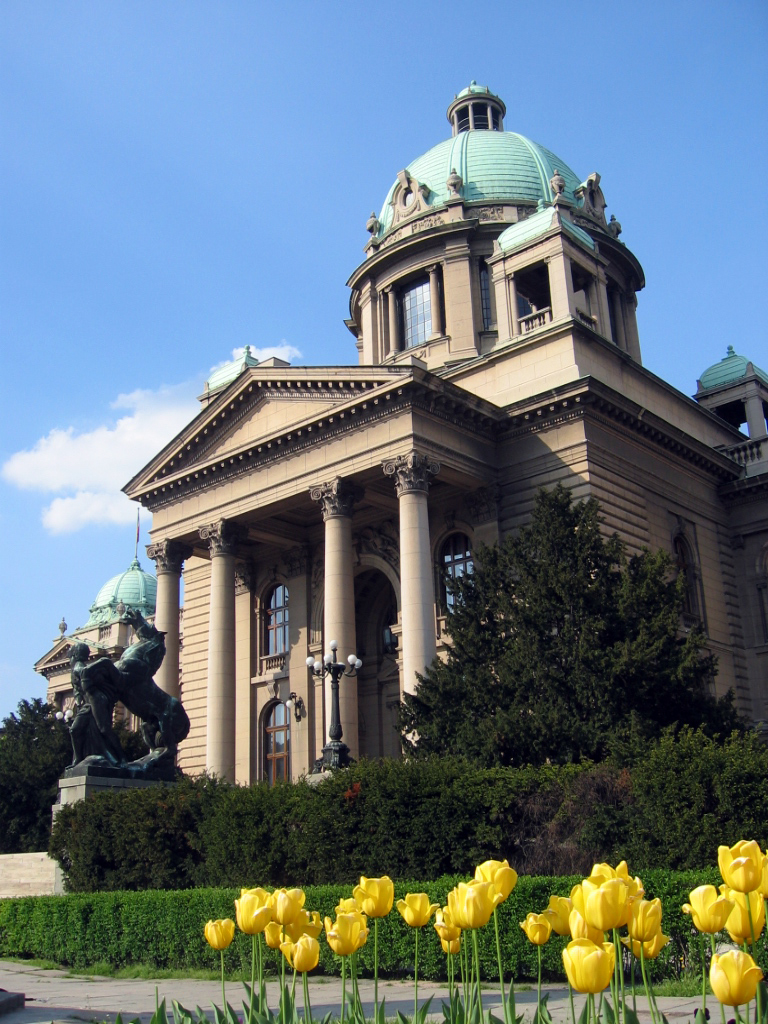
L'ingresso

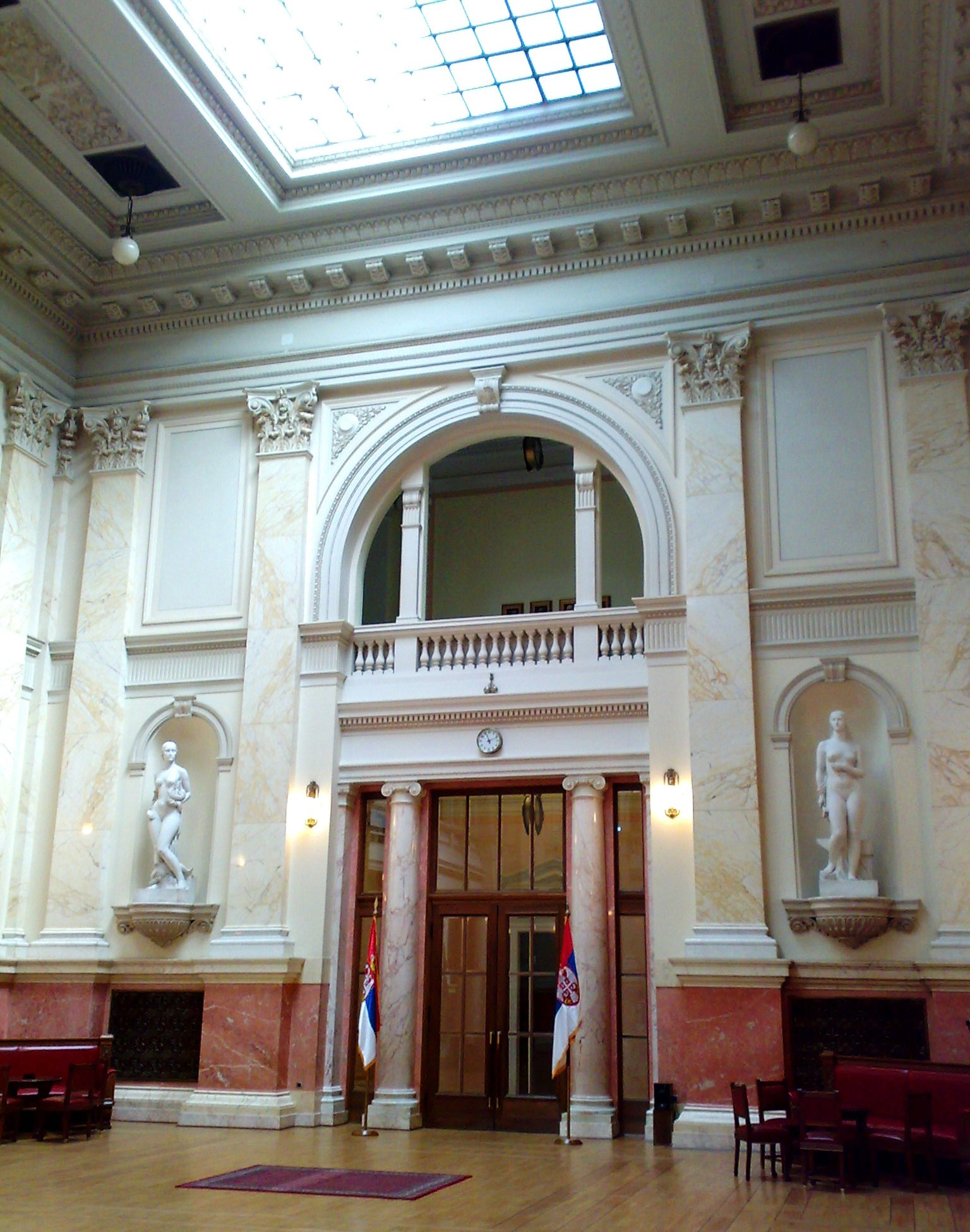
La sala centrale

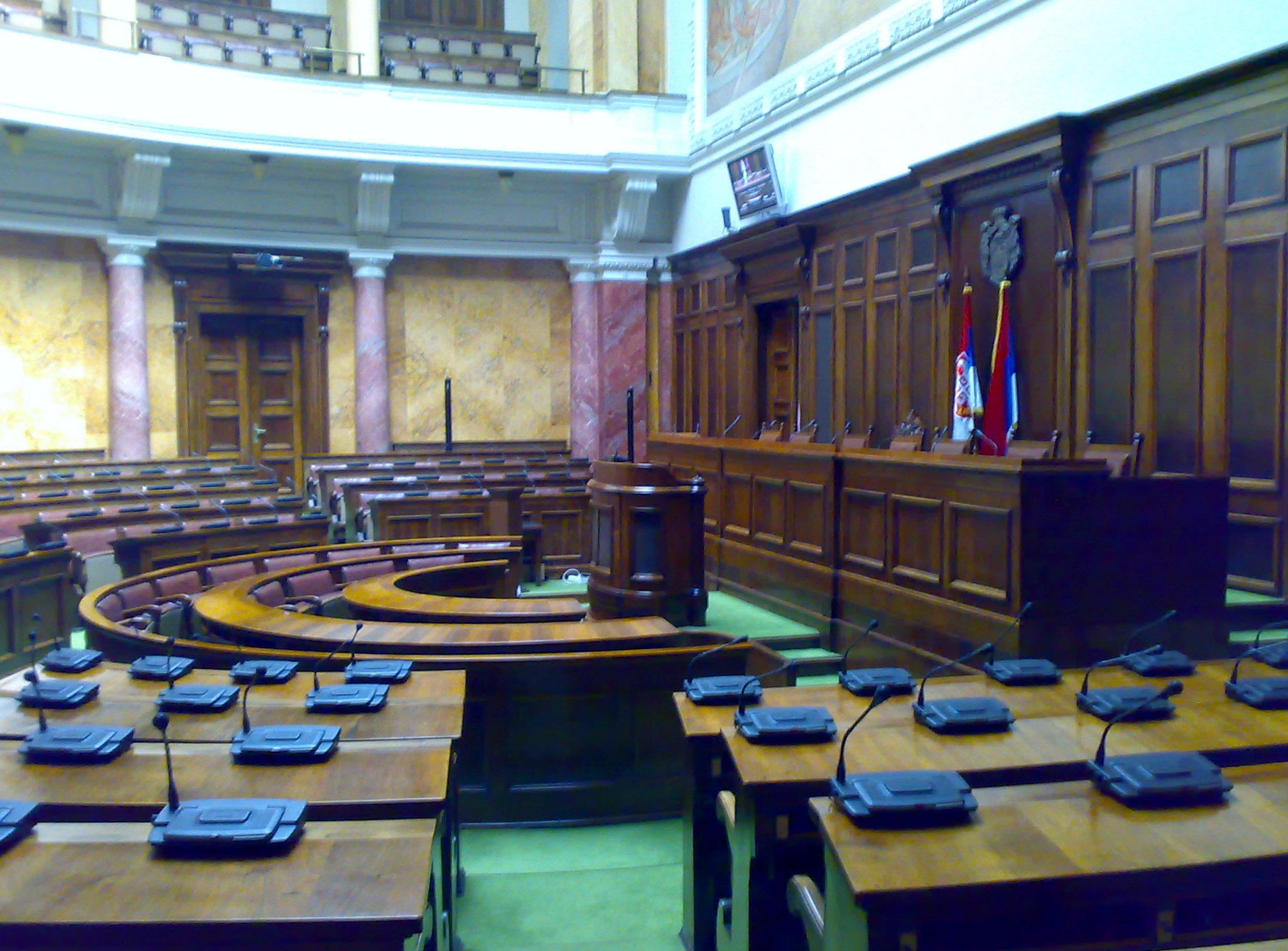
L'aula dell'assemblea

Lo stile scelto da Jovan Ilkić per la realizzazione dell'opera fu quello accademico, in linea con la gran parte degli edifici pubblici progettati in quel tempo a Belgrado. La struttura presenta un corpo centrale sormontato da una cupola, affiancata da quattro torri, e preceduto da un portico di colonne composite che sorreggono un timpano triangolare. Dal corpo centrale si dipartono due ali che terminano, sulla sommità, con due piccole cupole e, sulla facciata principale, con due timpani più piccoli di quello dell'atrio.
I corpi laterali sono divisi in tre piani: quello inferiore decorato con pietra verde di Ripanj, mentre i due superiori sono ricoperti da intonaco e divisi da paraste culminanti in un capitello ionico; la sommità del tetto è cinta da una balaustra. L'ingresso all'edificio è costituito da una scalinata monumentale che conduce al porticato principale. La porta di accesso è inserita in una nicchia decorata in marmi e stucchi, e sormontata da una trabeazione con timpano sorretto da colonne ioniche.
La prima sala che s'incontra è il vestibolo, a pianta ottagonale, diviso in altezza in due registri: quello inferiore è decorato con colonne ioniche e pilastri in finto marmo giallo; quattro lati presentano accessi ad altri ambienti, e quattro sono occupati da enormi statue marmoree inseriti in nicchie, che rappresentano quattro eroi della storia jugoslava: Kocel, principe di Pannonia e Tomislao I di Croazia accanto all'ingresso, il principe Karađorđe e lo zar Dušan accanto alla porta che dà accesso alla sala centrale. Nel registro superiore, finestre trabeate alternate a finestre arcate delimitano una galleria. Al di sopra, una grande vetrata ottagonale prende luce dalla grande cupola sovrastante ed è preceduta da decorazioni in stucco policromo.
La sala centrale è un grande ambiente rettangolare che, in altezza, prende entrambi i piani. La decorazione delle pareti presenta grandi paraste sormontate da capitelli corinzi; la sala dà accesso ai diversi ambienti del pian terreno e a due scalinate speculari che conducono al primo piano. Gli accessi sono segnati da grandi vetrate affiancate da colonne ioniche e sovrastati da grandi arcate da cui si affacciano le gallerie.
Esistono due aule di assemblea dovute al progetto stilato quando la Costituzione prevedeva la presenza di una camera e di un senato. L'aula piccola, destinata al senato, è utilizzata per ospitare eventi, mentre quella grande accoglie le sedute dell'Assemblea nazionale. Entrambe le sale presentano una decorazione parietale in finto marmo e legno: hanno entrambe una galleria sorretta da arcate ogivali, e prendono luce da grandi vetrate sul soffitto.
Le decorazioni e l'arredamento degli interni furono affidati all'architetto russo Nikolaj Krasnov
; altri ambienti importanti dell'edificio sono la biblioteca e le sale di rappresentanza, come il salone diplomatico, l'aula della stampa e gli uffici della presidenza, tutti arredati con mobilio disegnato dallo stesso Krasnov che si è ispirato a diversi stili del passato come quello rinascimentale, barocco, rococò o l'art déco.

## Pittura e scultura

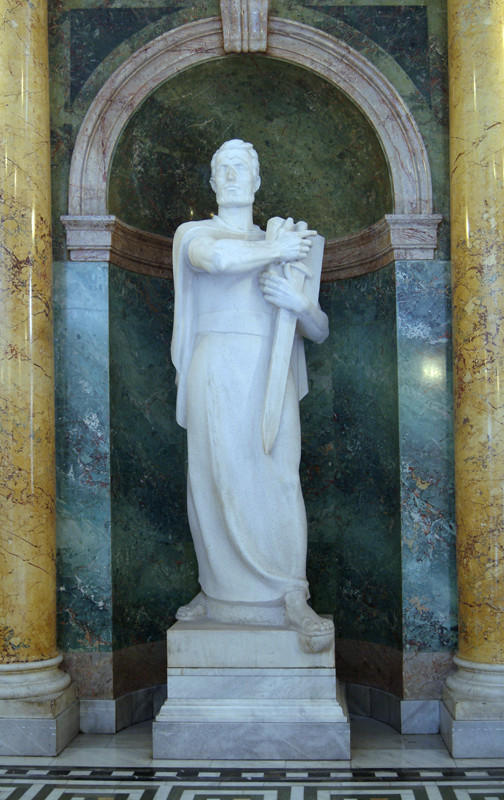
Statua del principe Kocel

La piccola sala dell'assemblea, destinata al senato, presenta un grande affresco, alle spalle dei banchi della presidenza, opera del pittore Mate Mengalo Rodić, che rappresenta l'allegoria del lavoro, eseguito nel 1937, mentre nei pennacchi della galleria sono rappresentate dodici figure umane, sei uomini e sei donne vestiti con abiti tradizionali delle diverse popolazioni jugoslave, opera di Mirko Rački del 1937. Gli ambienti minori sono stati decorati da altri affreschi e, soprattutto, da dipinti di artisti contemporanei jugoslavi, una raccolta che nell'anno 2000 consisteva in 156 opere.
Il progetto iniziale prevedeva l'inserimento di numerose decorazioni e statue in tutto l'edificio, sia all'interno che all'esterno: durante il procedere dei lavori, molte statue e parecchie decorazioni furono eliminate. Le opere scultoree eseguite e poste in opera sono la rappresentazione di personaggi che hanno fatto la storia della Jugoslavia, come quelle di Kocel, Tomislao I, Karađorđe e Dušan inserite nel vestibolo, opere di diversi artisti eseguite nel 1937, o come le allegorie dell'agricoltura, dell'industria, dell'artigianato e della marineria che decorano la sala centrale. Ai lati della scalinata che conduce all'ingresso, sono posti due gruppi scultorei di Toma Rosandić, che rappresentano cavalli che giocano.